# 卡里切斯
卡里切斯，是西班牙卡斯蒂利亚-拉曼恰托莱多省的一个市镇。总面积19平方公里，总人口281人（2001年），人口密度15人/平方公里。